# 2645 Daphne Plane
2645 Daphne Plane è un asteroide della fascia principale del diametro medio di circa 15,58 km. Scoperto nel 1976, presenta un'orbita caratterizzata da un semiasse maggiore pari a 2,3914673 UA e da un'eccentricità di 0,1071179, inclinata di 13,77637° rispetto all'eclittica.